# 灵隐寺事件
灵隐寺事件指1966年8月文化大革命期间，以浙江大学师生为主，杭州工人、农民、干部和居民参加的保护杭州灵隐寺寺院文物和建筑免受红卫兵破坏的事件。在中共浙江省委、中共杭州市委的保护下，以及国务院总理周恩来的指示下，灵隐寺免遭毁坏。

## 扩展阅读
- 滕建明、杨鉴非，《周恩来总理与杭州灵隐寺》，杭州：西泠印社出版社，2011年4月，ISBN 978-7-5508-0065-6。
- 浙江大学师生保护灵隐寺始末 （页面存档备份，存于）